# 힐데가르트무덤박쥐
힐데가르트무덤박쥐(Taphozous hildegardeae)는 대꼬리박쥐과에 속하는 박쥐의 일종이다. 케냐와 탄자니아에서 발견된다. 자연 서식지는 아열대 또는 열대 기후 지역의 건조림과 동굴이다.